# Paula Varona
Paula Varona (Málaga, 23 de junio de 1963) es una pintora realista española.

## Biografía
Nacida en Málaga, se trasladó a Londres a los dieciséis años. En la capital británica finalizó sus estudios secundarios y comenzó su formación artística ingresando en el Heatherley School of Fine Art. Completó su formacoón artística en el Byam Shaw School of Art —hoy parte de Central Saint Martins College of Arts and Design— (1983-1987).
Posteriormente se estableció en Tokio (1987-1988), Nueva York (1988-1989), y finalmente, Madrid (desde 1989).
Ha sido parte del jurado del Premio Reina Sofía de pintura y escultura.

## Estilo
Su obra ha sido descrita por diferentes escritores como Francisco Calvo Serraller o Juan Manuel de Prada. El primero definió su estilo como:
Una pintura moderna con alma clásica
En cuanto a los temas, su obra se divide en dos etapas principales. En la primera de ellas los temas consistían en paisajes urbanos exteriores de ciudades como Londres, Nueva York o Madrid. En la segunda, grandes espacios interiores de museos y galerías de arte. Entre los museos que han sido objeto de sus pinturas se cuentan el Museo del Prado, la Tate Modern o la National Gallery de Singapur o el Guggenheim de Nueva York.

## Distinciones
- Medalla de Honor de la Asociación de Pintores y Escultores - AEPE (Madrid, febrero, 2024), en "reconocimiento a su aportación extraordinaria al mundo del arte".[5]